# 英山站
英山站是一个侯西线上的铁路车站，位于陕西省韩城市向阳乡，建于1971年，废止前为四等站，邮政编码为715400。根据上级指示，此站于2015年1月16日8：00正式废止。